# 2010年美韓聯合軍演
2010年美韓聯合軍演是2010年美軍和大韓民國國軍联合举行的一系列军事演习的总称。

## 概述
- 2010年3月
- 2010年5月
- 2010年9月
- 2010年11月26日開始進行聯合軍演，為期4天。已經意味著，韓美聯合軍演已上升到防擴散安全倡議（PSI）演習的層次。

## 演練國家
- 美国

## 主要艦隊（所屬國家）
- 喬治華盛頓號航空母舰（ 美国）
- 世宗大王號神盾艦（ ）
- 巡洋艦（ ）
- 驅逐艦（ ）
- 戰鬥支援艦（ ）
- 反潛飛機（ 美国）

## 國際爭議
- 中国外交部：反對任何破壞（朝鮮）半島和平與穩定的行動。
- 當局：表示可能是引起戰爭之導火線。
- 部分專家反對此軍演

## 記事
- 2010年11月26日美韓聯合軍演開始。
- 2010年11月30日海上防禦演習防止北韓入侵北方界線。
- 2010年11月30日實彈砲擊演練取消。
- 2010年12月1日美韓聯合軍演結束。

## 後續
- 日本與 美国將於2010年12月3日起聯合軍演。請參見2010年美日聯合軍演。
- 與 美国討論是否於12月中或2011年年初會舉行聯合海軍軍演。目前相關演習事宜，如演習地點、時間以及規模都還在討論當中。